# Атис Монс
Атис Монс (фр. Athis-Mons) насеље је и општина у Француској у Париском региону, у департману Есон која припада префектури Палезо.
По подацима из 2011. године у општини је живело 29.831 становника, а густина насељености је износила 3484,93 становника/km². Општина се простире на површини од 8,56 km². Налази се на средњој надморској висини од 81 метар (максималној 92 m, а минималној 32 m).

## Демографија
| 1962.  | 1968.  | 1975.  | 1982.  | 1990.  | 1999.  | 2011.  |
| ------ | ------ | ------ | ------ | ------ | ------ | ------ |
| 24.004 | 27.640 | 30.737 | 28.496 | 29.123 | 29.427 | 29.831 |

График промене броја становника у току последњих година